# 北海道佐呂間高等学校
北海道佐呂間高等学校（ほっかいどうさろまこうとうがっこう、Hokkaido Saroma High School）は、北海道常呂郡佐呂間町にある公立（道立）の高等学校である。全日制普通科。佐呂間町内では「佐高（さこう）」と呼ばれる。

## 沿革
- 1948年（昭和23年）11月25日：北海道立遠軽高等学校佐呂間分校として開校。
- 1953年（昭和28年）4月1日：行政区域の変更により町立北海道佐呂間高等学校となる。
- 1964年（昭和39年）3月31日：道立に移管され、北海道佐呂間高等学校となる。